# 7388 Marcomorelli
7388 Marcomorelli este un asteroid din centura principală de asteroizi.

## Descriere
7388 Marcomorelli este un asteroid din centura principală de asteroizi. A fost descoperit pe 23 martie 1982 la Observatorul La Silla de Henri Debehogne. Asteroidul prezintă o orbită caracterizată de o semiaxă mare de 3,13 ua, o excentricitate de 0,11 și o înclinație de 11,5° în raport cu ecliptica.